# Білогородка (Шепетівський район)

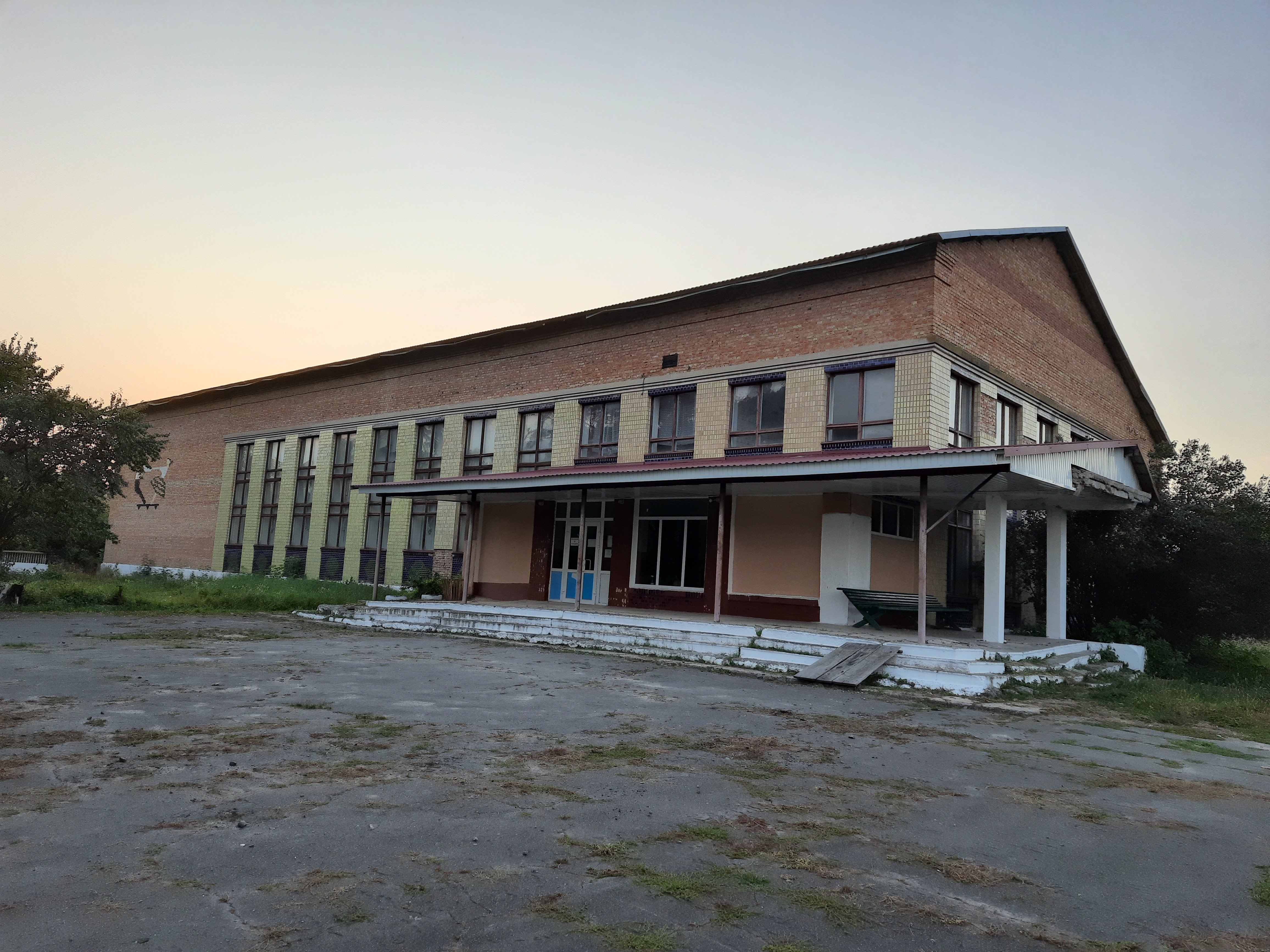
Будинок культури

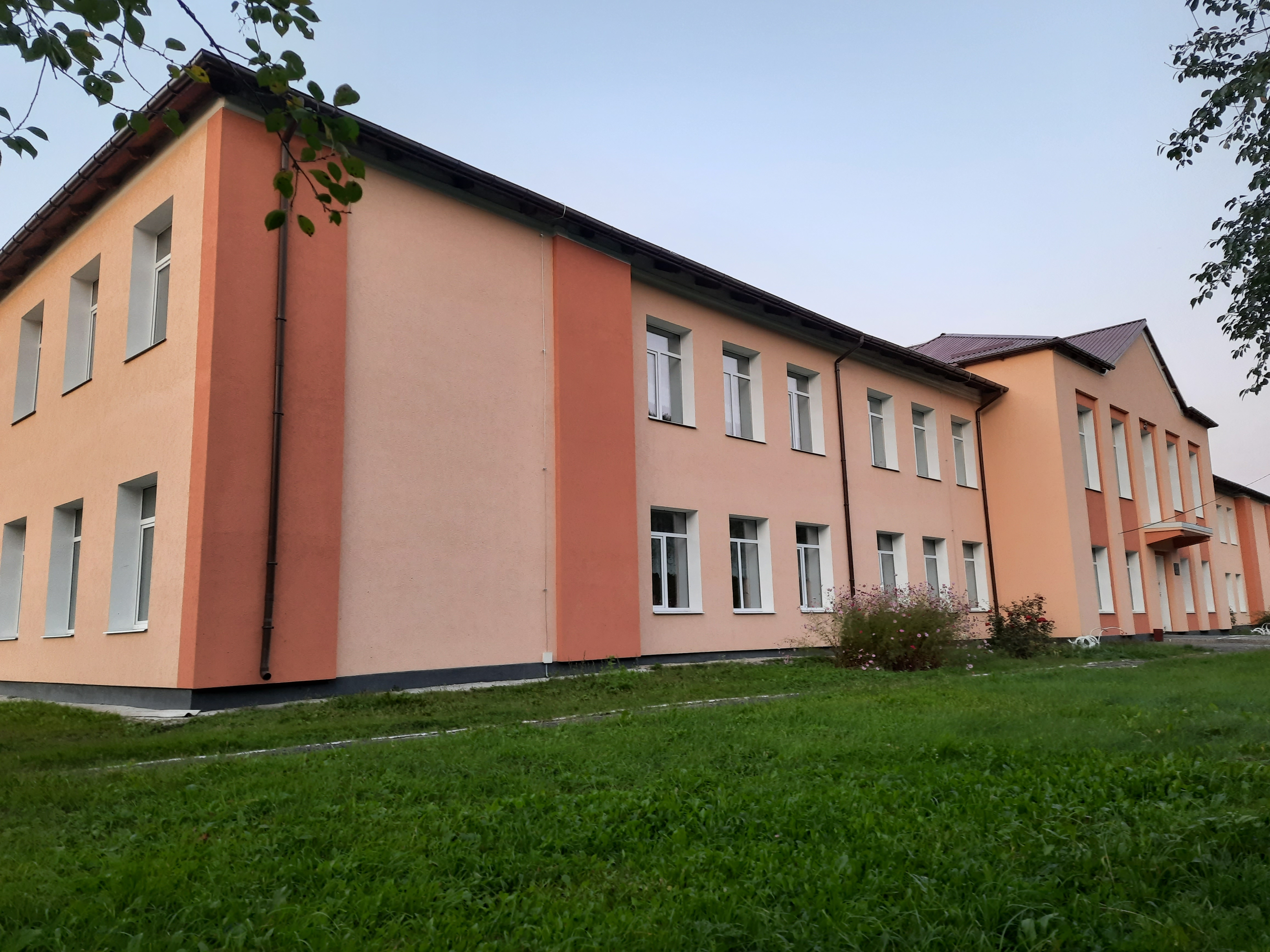
Школа

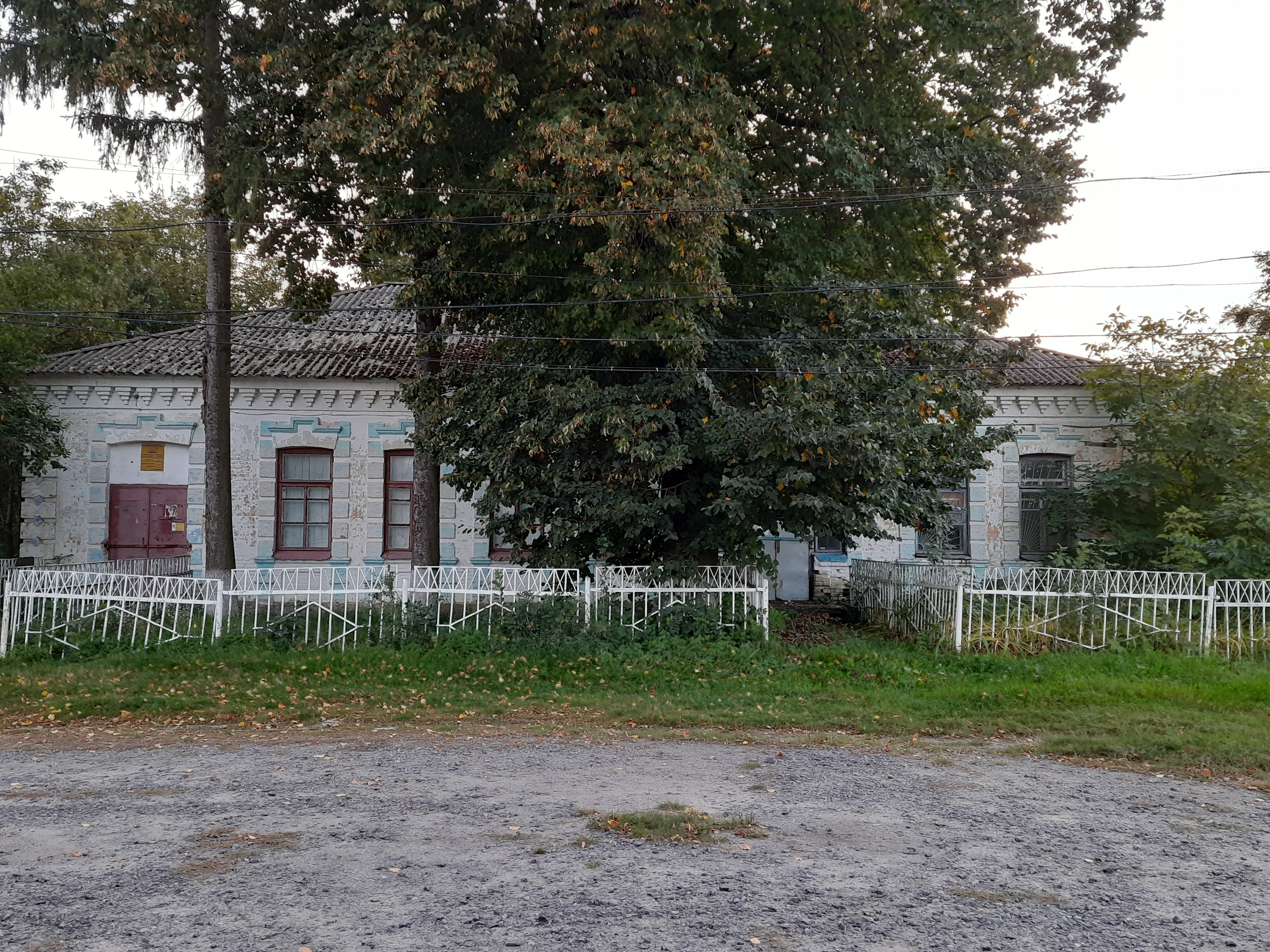
Поштове відділення.

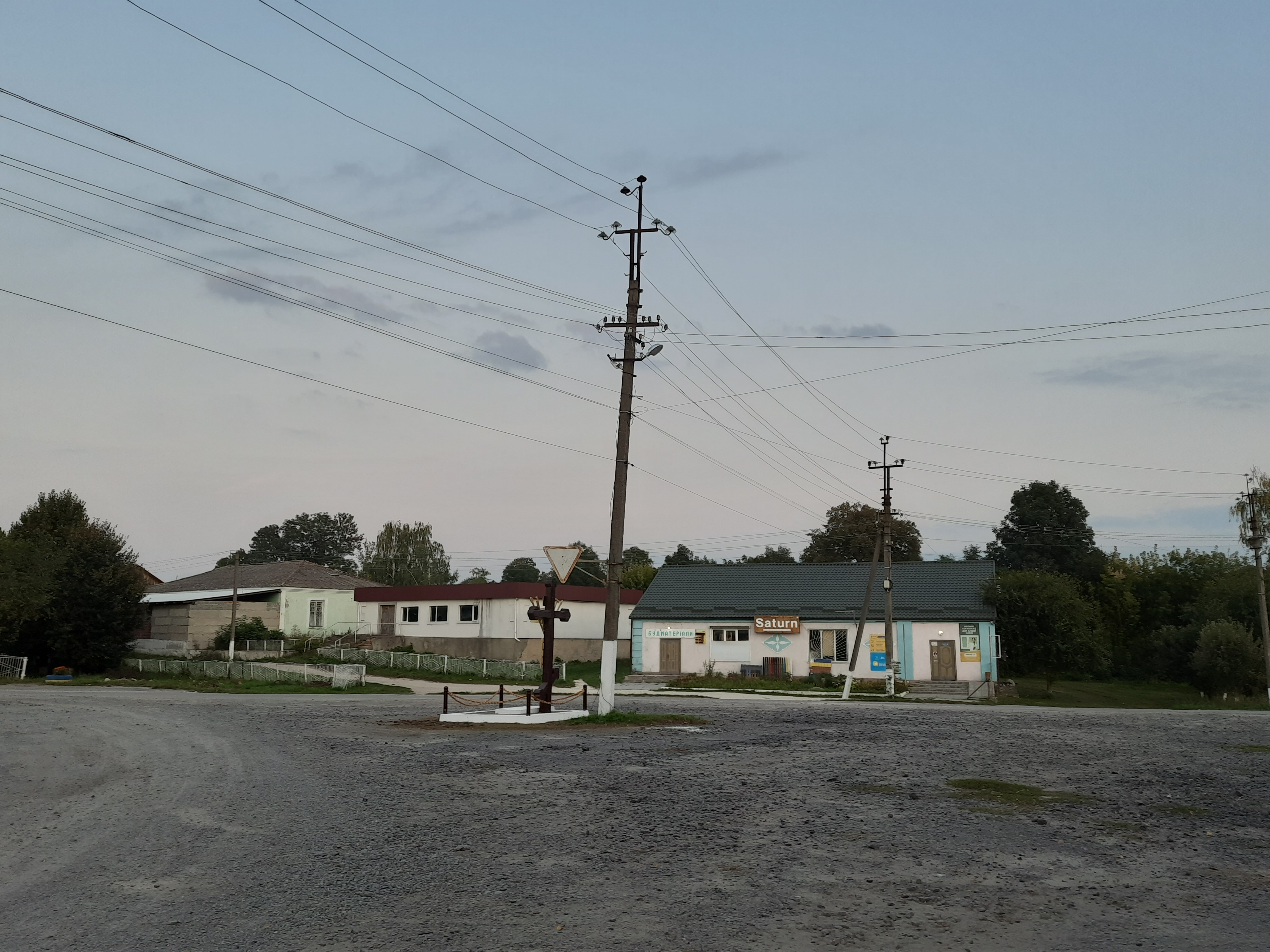
В центрі села

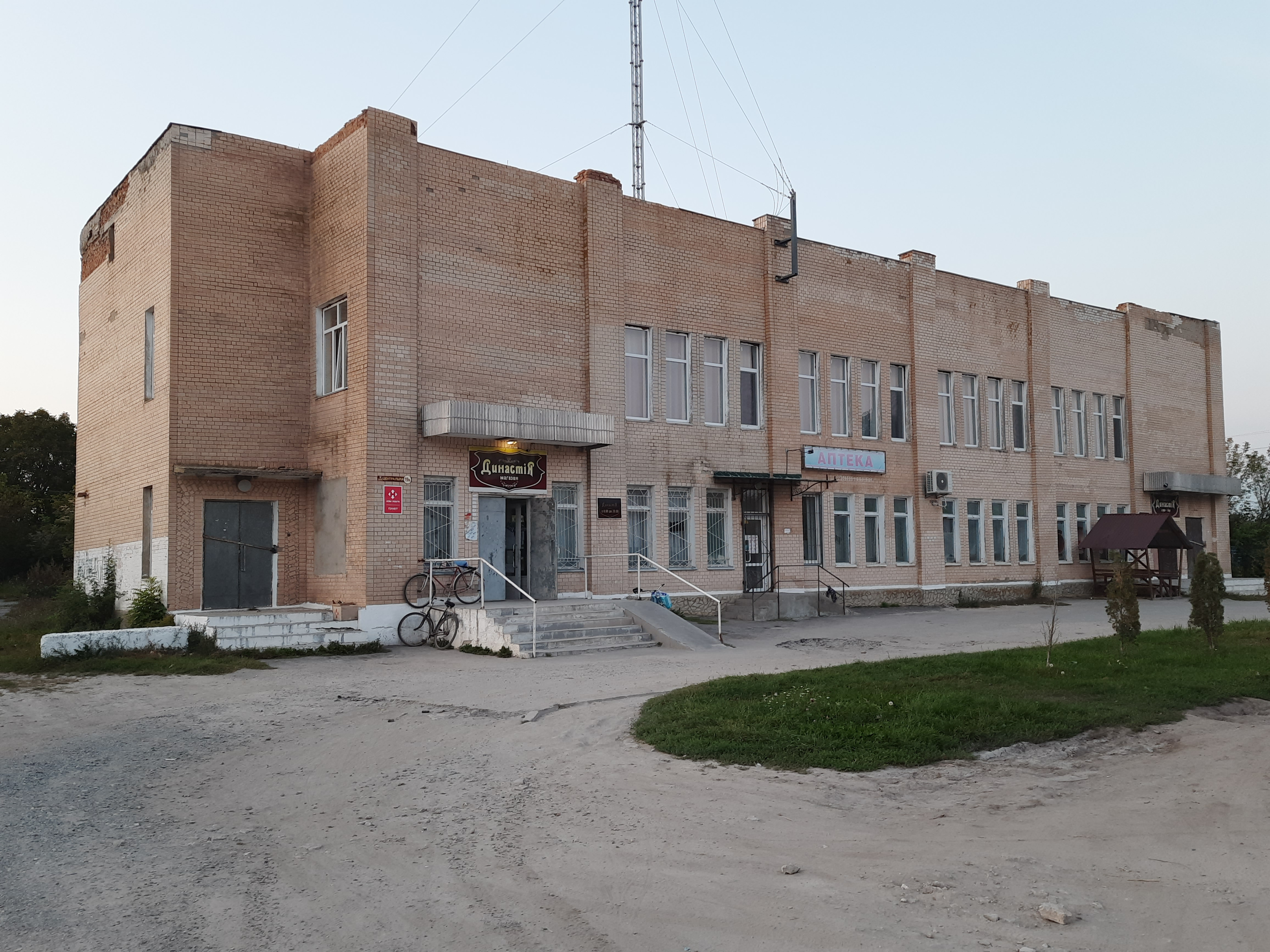
Крамниці

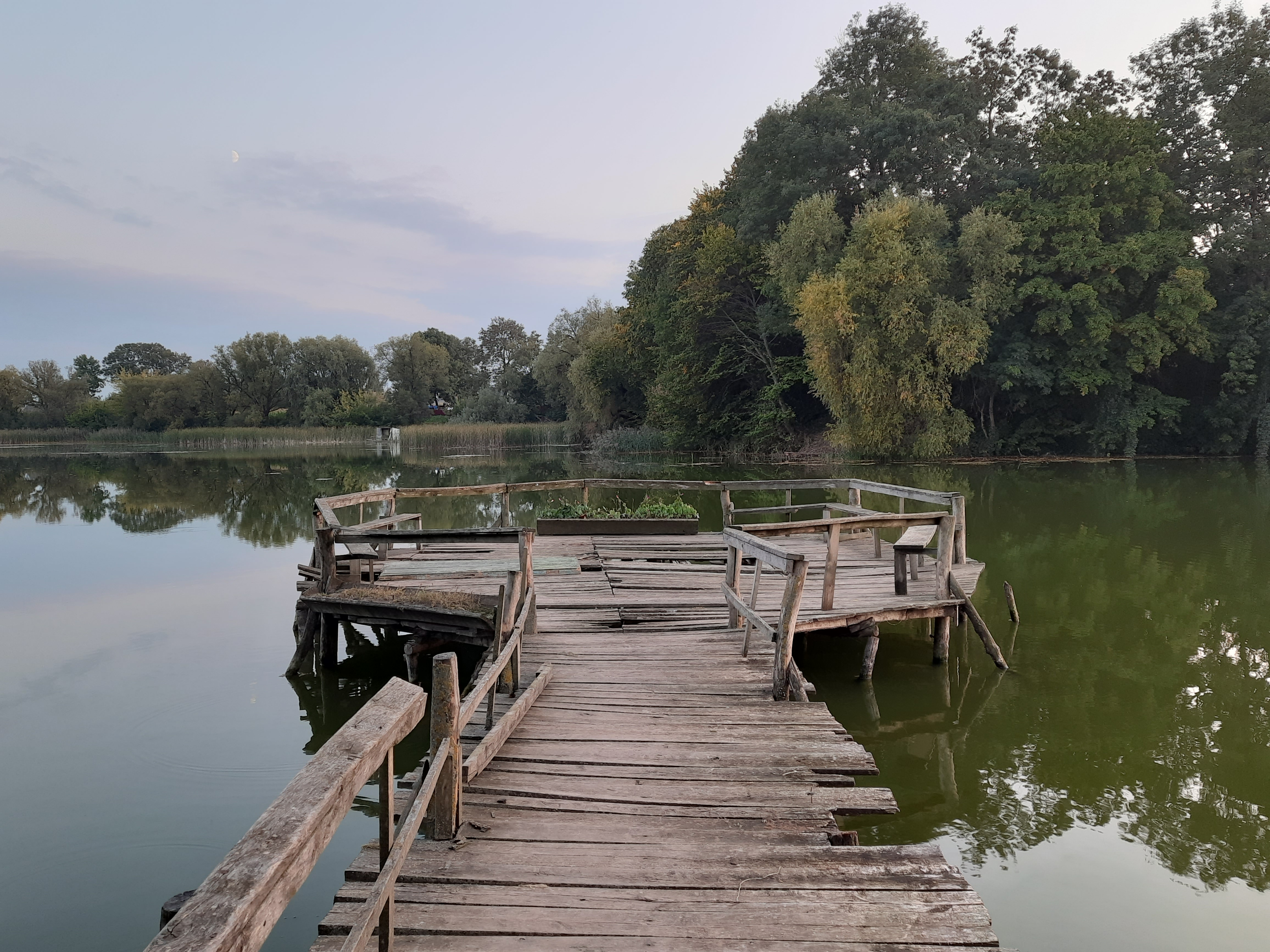
Став на річці Видаві

Білогоро́дка (пол. Białohorodka, Białogródka, Białogród, рос. Бѣлогородка, Белогородка,  end: Bilohorodka) — село в Україні, у Ізяславській міській громаді Шепетівського району Хмельницької області.
Розташоване на річці Видаві за 23 км на південний захід від Ізяслава та за 2,5 км від залізничної станції Білгородка. Населення — 1816 осіб (2001).
Більша частина населеного пункту знаходиться біля системи ставків, що утворені на базі річки. Один із ставків має назву Капинус.

## Історія
Люди населяли ці терени здавна. Під час археологічних досліджень в урочищі Липнику були виявлені знаряддя праці доби неоліту. Також у Білогородці знайдено скарби з 52 римських монет II століття н. е.
Перший скарб було знайдено в XIX ст., приблизно в 1897 р. Він складався з 52 монет. Вони були куплені Археологічною комісією 1898 р. в мешканця села І. Файнгольца, який твердив, що отримав їх у спадок від батька. За словами мешканця села Л. Шпильки, у Файнгольца було 100 монет, але їх приналежність з'ясувати не вдалося. Що ж до збережених, то це були срібні римські монети денарії, випущені в часи правління імператорів Гальби (68-69 рр. н. е.), Траяна (98-117 рр.н.е), та ін. Монети датовані від 68 до 192 років нової ери.
Другий скарб трапився в 1898 р. і був майже ідентичний за складом як і перший. З нього 44 монети потрапили тоді до Київського університету. Скільки монет пропало сказати не можливо.
На гірці в центрі села біля ставка знаходиться Замчисько, оточене земляними валами та окопами, вважається, що це залишки давньоруського городища.
Перша згадка про село в історичних документах датується 1400 роком, у зв'язку з намаганням княгині Острозької захопити і приєднати до своїх Білогородських володінь села Корницю і Шельвів.
Грамотою від 29 червня 1508 року великий князь литовський Сиґізмунд підтвердив належність містечка князеві Іванові Юрійовичу Заславському.
В документах датованих 1545 роком — оселями Білогородкою та Двірцем володів князь Кузьма Заславський, цей факт підтверджується в реєстрах 1570 і 1583 років. Під 1545 роком вперше згадується Білогородський замок.
Існує легенда, що жителі Білогородки кіньми возили землю і зробили серед ставу високий острів. На ньому й був побудований замок феодалів, який з усіх боків омивався водою. Із суходолом замок з'єднувався розвідним містком. Із замку вів розгалужений підземний хід, який закінчувався десь в лісі біля Чижівки.
У 1618 році Білогородка зазнала руйнувань внаслідок татарського нападу. За даними подимного реєстру 1629 року місто нараховувало 119 димів.

Містечко Білогородка на мапі 1867 року

Цікавою пам'яткою козацьких часів є так звана козацька могила, так званий сторожовий пункт, на якому раніше був великий кам'яний хрест, але з плином часу він трішки зруйнувався.
Впродовж наступних століть оселя переходила на власність князям Любомирським та Санґушкам.
7 (20) листопада 1917 року, відповідно до Третього Універсалу Української Центральної Ради, увійшло до складу Української Народної Республіки.

## Храми
В різний час згадуються білогородські храми: дерев'яний костел (1749 р., автор архітектор Паоло Фонтана). Воскресенська церква (з 1875 року), церква Святої Трійці (з 1825 року); гебрейська синагога, мурований костел Преображення Господнього (з 1803 року, знаходився у підпорядкуванні Заславського деканату).
В 1893 р. в містечку Білогородка було два приходи, які відносились до двох храмів.
Церква Святої Трійці була побудована в 1825 р. за кошти місцевих прихожан та князя Євстафія Еразма Сангушко. Храм кам'яний, на чотирьох стовпах. Поряд була зведена кам'яна дзвіниця. В 1875—1876 рр. храм був покритий бляхою та відремонтований. В 1881 р. відбувся новий ремонт храму. Ззовні та всередині стіни були вібілені. Крім того була вибілена кам'яна огорожа. Цінністю храму був древній антимінс (посвячена хустина із зашитою частинкою мощей святих на престолі в православних церквах), який був освячений 23 червня 1779 р. Київським митрополитом Гавриілом (Кременецьким). В церкві є метричні книги з 1785 р. та сповідальні відомості 1808—1818 рр., 1825—1854 рр., 1859 р., 1862 р., 1869 р. Також є опис церковного майна від 1828 р.
Воскресенська церква була побудована в 1875 р. за кошти місцевого магната Романа Владиславовича Сангушко та білогородецьких прихожан. Храм був кам'яний. Цитата «каменная о 5 главахь», тобто мав п'ять куполів. Цервка була побудована в візантійсьму стилі. Біля храму знаходилась дзвіниця теж у візантійському стилі. За свідченням Миколи Теодоровича в «Историко-статистическое описание церквей и приходов Волынской епархии, том 3» в храмі зберігались метричні книги з 1782 р., а сповідальні відомості з 1824 р. На церковному кладовищі знаходилась каплиця, побудована за благословення місцевого архієпископа Палладія, замість старої дерев'яної каплиці, яка була побудована в 1812 р. за благословення Волинського єпископа Данііла. У володінні храму, станом на 1893 р. знаходилось 44 десятин і 1200 сажнів землі. Церковна земля мала свій окремий план, який зберігався в Волинській духовній консисторії. В церкві був священик і псаломщик. Священик отримував — 300 р., а псаломщик — 50. Вони користувались церковними землями. В 1880 р. для священика був побудований кам'яний будинок з погребом на церковній землі. Крім того є окремий будинок для церковного сторожа, а на кладовищі для гробокопателів.
Кладовищенська церква - це каплиця на місцевому кладовищі, яка 6 вересня 1890 р. була освячена на церкву. Храм мав свій окремий план, який зберігався.
Дерев'яний костел був побудоваий разом із маєтком князя Сангушко в Білогородці в 1749 р. Архітектором костелу та маєтку був відомий архітектор Паоло Фонтана. До наших часів ні маєток, ні костел не збереглися. Водночас заснування католицької парафії відбулося, очевидно, ще раніше, оскільки на її печатках, використовуваних наприкінці XVIII ст., зазначено дату «1720».
Католицький костел Господнього Преображення (пол. Przemienienia Pańskiego) побудований в 1803 р. за кошти князя Ієроніма Януша Санґушко. Князь після смерті був похований в підземеллі костелу в 1812 р.
4 грудня 2016 року у Білогородці відбулося освячення Свято-Введенського храму Української Православної Церкви Київського Патріархату протоієрєм Володимиром Ковальчуком.
Важливим свідченням подій, які відбувались на території села є некрополі-кладовища: єврейський, польський і православні.
В Білогородці був розташований двір-резиденція князів Санґушків.
Згідно з переписом 1911 року в Білогородці проживало 6 310 мешканців, нараховувалося близько 800 будинків. У селі знаходилися міщанська управа, волость, пошта, телеграф, земська поштова станція, школа, земська лікарня, понад 30 крамниць, фабрика сукна, ґуральня (підприємство з виробництва горілки).

## Сучасність
На території села працює середня загальноосвітня школа І-ІІІ ступенів, дільнича лікарня на 10 ліжок, Будинок культури на 600 місць, сільська бібліотека-філія 4, відділення зв'язку, відділення АТС, аптека, ветдільниця. Працюють магазини, щонеділі — базар.
У селі встановлено пам'ятник воїнам, загиблим під час Другої світової війни. У 2000 році було встановлено стелу на честь 600-річчя Білогородки.
12 червня 2020 року, відповідно до розпорядження Кабінету Міністрів України № 727-р «Про визначення адміністративних центрів та затвердження територій територіальних громад Хмельницької області», увійшло до складу Ізяславської міської територіальної громади.
19 липня 2020 року, в результаті адміністративно-територіальної реформи та ліквідації Ізяславського району, село увійшло до складу новоутвореного Шепетівського району

### 2023 рік

#### Релігія

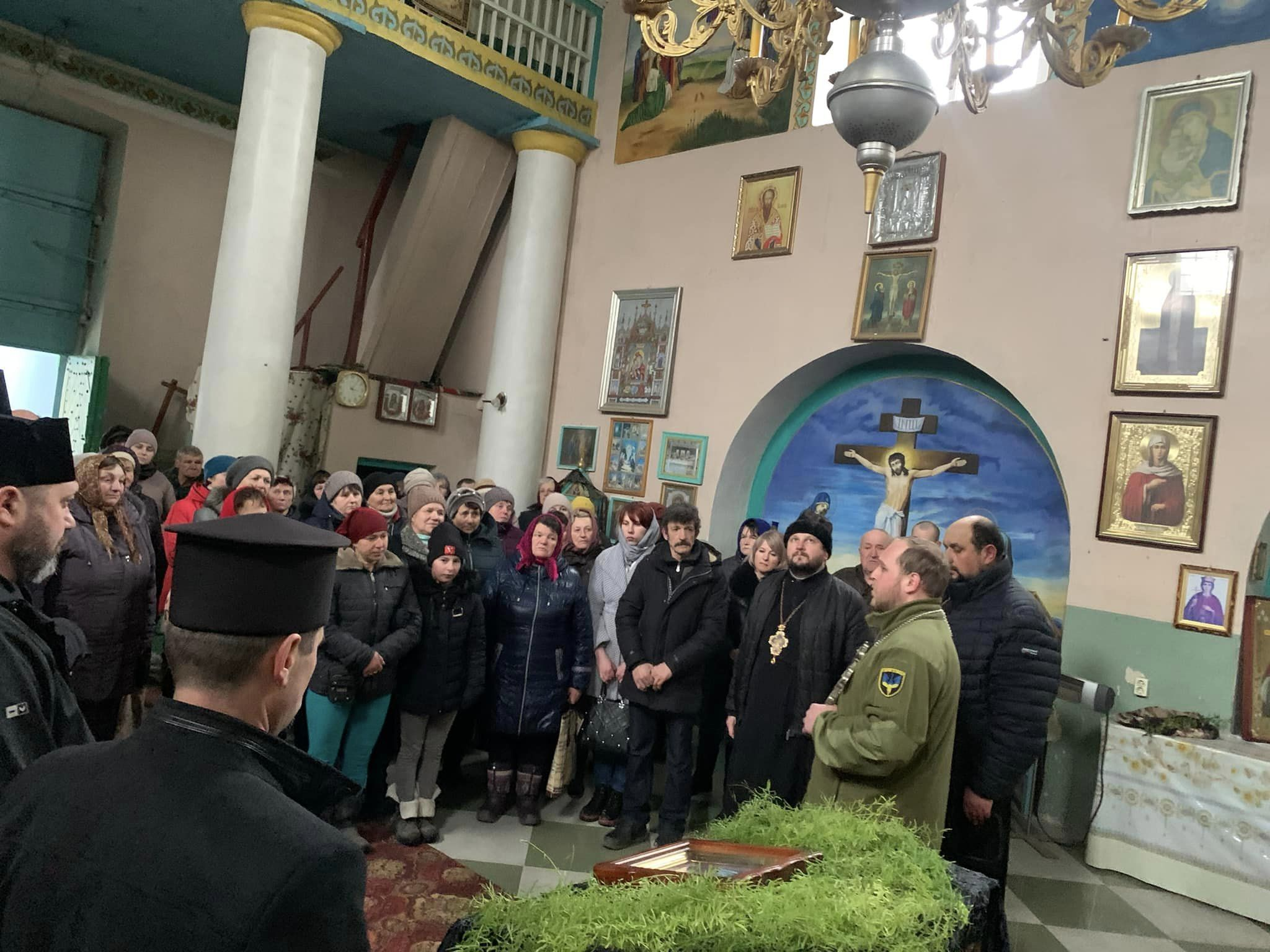
Громада села Білогородка у храмі Святої Трійці

Протягом 2022 - 2023 років відбувався процес переходу церковної громади до  Православної Церкви України, від УПЦ МП. 
Цей процес починався з громадського обговорення, яке відбувалося в місцевому сільському будинку культури, де було підтримано перехід абсолютною більшістю відвідувачів і надіслана заявка для оформлення документів.
Проте, практично, жодний перехід в Україні не відбувався без супротиву УПЦ МП. Так само і в місцевій громаді перехід супроводжувався судовими справами і затягуванням роботи з документами зі сторони державних органів.
3 квітня 2023 року шляхом громадського обговореня храм Святої Трійці перейшла у володіння Православної Церкви України (ПЦУ).  
"Хто по ту сторону стояв, хто по цю сторону стояв - це не означає, що храм тільки тих, хто його відвойовував. Нехай заходять, нехай моляться, наші двері відкриті для всіх" - такими словами звернувся до громади Благочинний ПЦУ Ізяславського округу Протоієрей Володимир.
Привівши храм до ладу, прихожани почали благослужіння перед великим святом - Великдень.

#### Культура
У 2023 році місцевий мешканець - Олександр Яцюк, взяв участь та став одим з переможців в ініціативі благодійного фонду "МХП-Громаді" в їх ініціативі #Час_діяти_Україно з проектом "Village Cinema", що передбачав собою відновлення кінотеатру в місцевому будинку культури. 

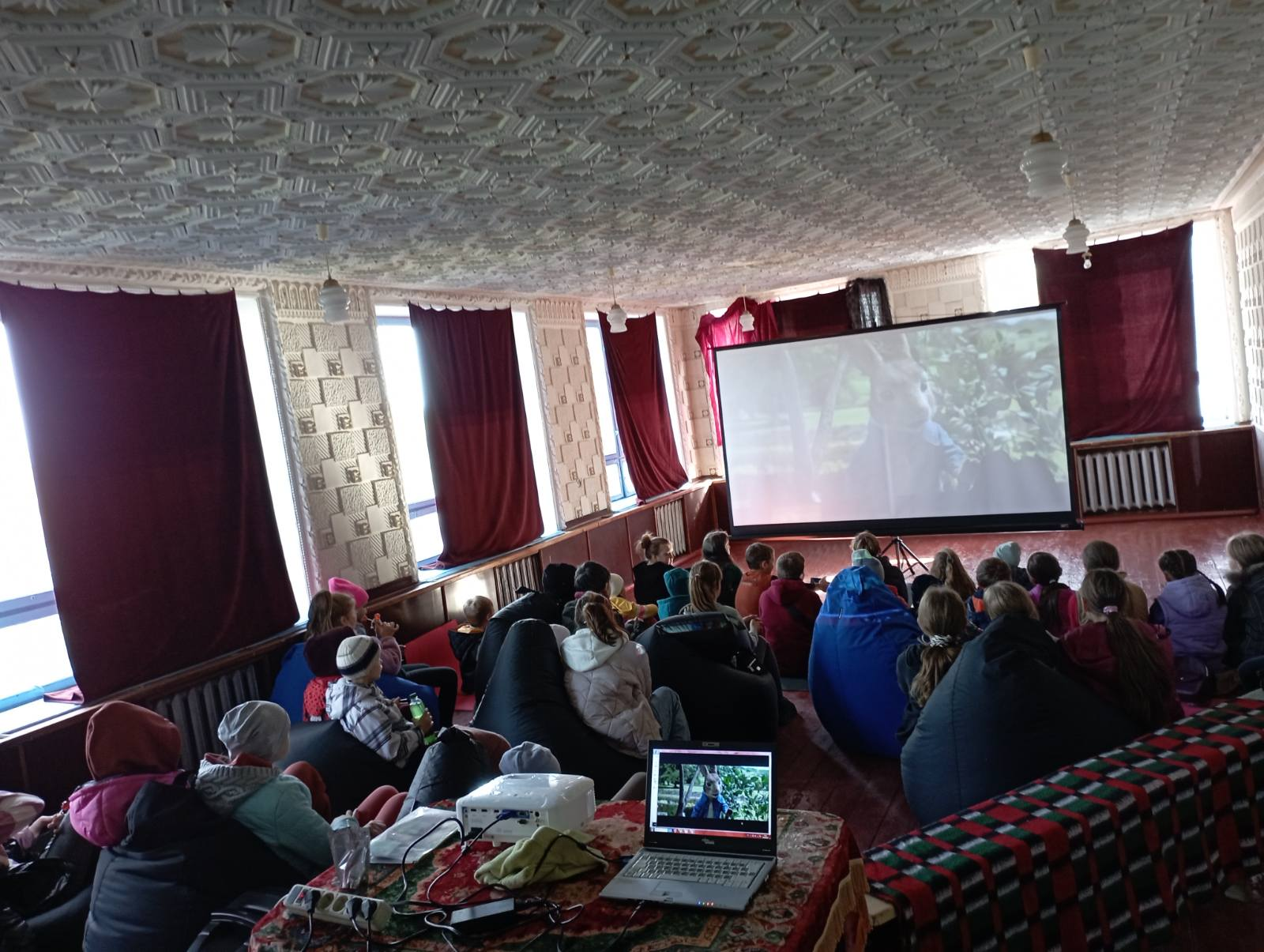

За грантові кошти та кошти, зібрані місцевими підпиємцями було закуплено проектор, проекційний екран (3м), активну акустичну систему, а також - мягкі пуфи і гімнастичні килимки, для комфортного перегляду мультфільмів, а також проведення інших активностей перед великим екраном. 2 листопада 2023 року було офіційне відкриття міні-кінотеатру і презентація виконаної роботи для представників благодійного фонду.
Також за кошти МХП було додатково проведено інтернет в будинок культури, що робить це місце більш інноваційним. 
У зв'язку з неможливістю опалення великого приміщення в зимовий період часу - покази плануються відновити весною.

## Населення

### Мова
Розподіл населення за рідною мовою за даними перепису 2001 року:
| Мова            | Кількість | Відсоток |
| --------------- | --------- | -------- |
| українська      | 1794      | 98.79%   |
| російська       | 16        | 0.88%    |
| вірменська      | 6         | 0.33%    |
| румунська       | 1         | 0.03%    |
| польська        | 1         | 0.03%    |
| інші/не вказали | 1         | 0.04%    |
| Усього          | 1816      | 100%     |

## Відомі люди

### Народилися
- Станіслав Кардашевич — історик
- Захар Китай — театральний режисер
- Йосип Пачоський — польський ботанік
- Володимир Сокирко — театральний актор